# پروژه جنوآ ۲
پروژه جنوآ ۲ (به انگلیسی: Project Genoa II) یک پروژه نرم‌افزاری جانشین پروژه جنوآ بود که خاستگاه آن دفتر آگاهی از اطلاعات آژانس پروژه‌های پژوهشی پیشرفتهٔ دفاعی (دارپا) بود. پروژه جنوآ ۲ در اصل، بخشی از برنامه گسترده‌تر آگاهی کامل از اطلاعات آژانس پروژه‌های پژوهشی پیشرفتهٔ دفاعی (دارپا) بود که بَعدتَر به تاپ‌سِیل (به انگلیسی: Topsail) تغییر نام داد و برای توسعه به دفتر فناوری ویرانگر سپرده شد.

## خلاصه برنامه
جنوآ ۲ برای یک دوره ۵ ساله، برنامه‌ریزی شده بود. این برنامه، از پژوهش‌هایی که در پروژه جنوآ آغاز شده بود دنباله‌روی می‌کرد. درحالی‌که پروژه جنوآ عمدتاً بر تجزیه و تحلیل اطلاعات متمرکز بود جنوآ ۲ به دنبال پیدا کردن راهی بود که رایانه‌ها، عامل‌های نرم‌افزاری، سیاست‌گذاران، و ماموران میدانی بتوانند با یکدیگر همکاری کنند. برای انجام پروژه جنوآ ۲ از ۱۱ پیمان‌کار عمومی، کمک گرفته شد.

### مأموریت
آرمان‌های رسمی توسعه و استقرار جنوآ ۲ موارد زیر بودند:
1. کمک‌های شناختی که به انسان و ماشین اجازه می‌دهند همزمان دربارهٔ مشکلات پیچیده «با یکدیگر همفکری کنند».
2. روش‌هایی برای غلبه بر تعصب و محدودیت‌های سامانه شناخت انسانی
3. «تقویت‌کننده‌های شناختی» که به تیم‌های افراد کمک می‌کنند موقعیت‌های پیچیده و نامشخص را سریع و کامل درک کنند.
4. روش‌هایی برای دور زدن سریع و یکپارچه (و کامل) ساختارهای هرمی سازمانی با ایجاد شبکه‌های مشارکتی همتا به همتا، سازگار، و پویا.

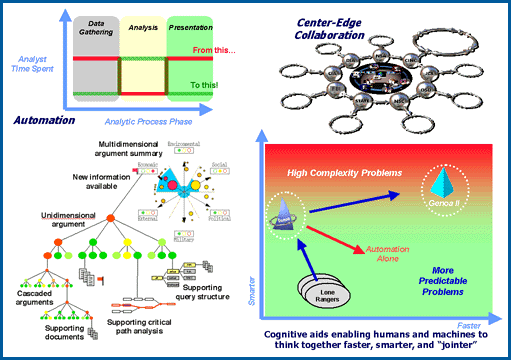
ترسیمی از برنامه آگاهی کامل از اطلاعات که آرمان‌های پروژه جنوآ ۲ را نشان می‌دهد.

## پیشینه
در سال ۲۰۰۲ (میلادی) جان پوندکستر، یکی از بازماندگان پروژه جنوآ به نام «تام آرمور» را به عنوان مدیر برنامه تازه جنوآ ۲ (بخشی از برنامه آگاهی کامل از اطلاعات) برگزید. هزینه اجرای جنوآ ۲ تا پایان تکمیل آن ۵۴ میلیون دلار آمریکا بود.
در اواخر سال ۲۰۰۳ (میلادی) به دلیل دید منفی مردم، مجلس نمایندگان ایالات متحده آمریکا دستور رسمی به پایان کار برنامه آگاهی کامل از اطلاعات داد. اما بیشتر پژوهش‌های باقی مانده آن، برای توسعه، به دیگر سازمان‌های دولتی سپرده شدند. جنوآ ۲ به تاپ‌سِیل تغییر نام داد و برای کار بیشتر، به آژانس پروژه‌های پژوهشی پیشرفتهٔ دفاعی (دارپا) آژانس امنیت ملی سپرده شد. در اکتبر ۲۰۰۵ شرکت بین‌المللی برنامه‌های علمی یک قرارداد ۳/۷ میلیون دلاری برای کار بر روی تاپ‌سِیل امضا کرد.
ابزارهای تاپ‌سِیل در جنگ در افغانستان (۲۰۰۱ تاکنون) و دیگر جنگ‌های علیه تروریسم استفاده شدند.
در اوایل سال ۲۰۰۶ (میلادی) سخنگوی آزمایشگاه تحقیقات نیروی هوایی (ایالات متحده آمریکا) گفت که «به خاطر نبود پشتیبانی مالی، پروژه تاپ‌سِیل در حال لغو شدن است.» هنگامی‌که در نشست پرسش و پاسخ کمیته منتخب مجلس سنای ایالات متحده آمریکا در امور اطلاعاتی، در فوریه همان سال، دربارهٔ تاپ‌سِیل پرسیده شد هر دو نفر اداره‌کننده اطلاعات ملی (جان نگروپونتی) و اداره‌کننده اداره تحقیقات فدرال (رابرت مولر) گفتند که دربارهٔ وضعیت کنونی آن برنامه، چیزی نمی‌دانند. مایکل هیدن، معاون نگروپونتی و اداره‌کننده پیشین آژانس امنیت ملی گفت: «می‌خواهم به این پرسش، در یک نشست پشت درهای بسته، پاسخ دهم».